# Pedro Solé
Pedro Solé Junoy znany jako Solé (ur. 7 maja 1905 w Barcelonie, zm. 25 lutego 1982 tamże) – hiszpański piłkarz i trener, reprezentant kraju, grający na pozycji napastnika.

## Kariera klubowa
Solé urodził się w Barcelonie. Swoją przygodę z piłką rozpoczął w 1922 w zespole UE San Andreu. Od 1925 występował w drużynie seniorów San Andreu. Rok później dołączył RCD Espanyol, w którym to klubie zdobył Puchar Króla w sezonie 1928/29. Przez 10 lat gry dla Blanquiazules wystąpił w 128 spotkaniach i strzelił 11 bramek. 
W związku z wybuchem wojny domowej w Hiszpanii w latach 1936–1939 wstrzymano rozgrywki piłkarskie w tym kraju. Sezon 1939/40 spędził w Gironie. Następnie grał dla Realu Murcia, w którym w 32 występach trzykrotnie pokonywał bramkarzy rywali. Karierę piłkarską zakończył w 1942 w CD Alcoyano.
| Sezon   | Klub          | Kraj      | Rozgrywki        | Mecze | Bramki |
| ------- | ------------- | --------- | ---------------- | ----- | ------ |
| 1925/26 | UE San Andreu | Hiszpania |                  |       |        |
| 1926/27 | RCD Espanyol  | Hiszpania |                  |       |        |
| 1927/28 | RCD Espanyol  | Hiszpania |                  |       |        |
| 1928/29 | RCD Espanyol  | Hiszpania | Primera División | 11    | 0      |
| 1929/30 | RCD Espanyol  | Hiszpania | Primera División | 15    | 2      |
| 1930/31 | RCD Espanyol  | Hiszpania | Primera División | 18    | 2      |
| 1931/32 | RCD Espanyol  | Hiszpania | Primera División | 17    | 2      |
| 1932/33 | RCD Espanyol  | Hiszpania | Primera División | 15    | 3      |
| 1933/34 | RCD Espanyol  | Hiszpania | Primera División | 18    | 1      |
| 1934/35 | RCD Espanyol  | Hiszpania | Primera División | 17    | 0      |
| 1935/36 | RCD Espanyol  | Hiszpania | Primera División | 17    | 1      |
| 1936/37 |               | Hiszpania |                  |       |        |
| 1937/38 |               | Hiszpania |                  |       |        |
| 1938/39 |               | Hiszpania |                  |       |        |
| 1939/40 | Girona FC     | Hiszpania | Segunda División | 13    | 1      |
| 1940/41 | Real Murcia   | Hiszpania | Primera División | 20    | 3      |
| 1941/42 | Real Murcia   | Hiszpania | Segunda División | 12    | 0      |
| 1942/43 | CD Alcoyano   | Hiszpania | Segunda División | 14    | 0      |

## Kariera reprezentacyjna
Solé po raz pierwszy w drużynie narodowej zagrał 17 marca 1929 w meczu przeciwko Portugalii, wygranym 5:0. 
W 1934 został powołany na Mistrzostwa Świata. Podczas mundialu pełnił rolę zawodnika rezerwowego, a Hiszpania osiągnęła na tamtym turnieju ćwierćfinał. Po raz ostatni w zespole La Furia Roja, dla której zagrał w 4 spotkaniach, wystąpił 23 lutego 1936 w przegranym 1:2 meczu z reprezentacją III Rzeszy.
| Mecze i gole w reprezentacji | Mecze i gole w reprezentacji | Mecze i gole w reprezentacji | Mecze i gole w reprezentacji | Mecze i gole w reprezentacji | Mecze i gole w reprezentacji | Mecze i gole w reprezentacji |
| #                            | Data                         | Miasto                       | Przeciwnik                   | Gol                          | Wynik                        | Rozgrywki                    |
| ---------------------------- | ---------------------------- | ---------------------------- | ---------------------------- | ---------------------------- | ---------------------------- | ---------------------------- |
| 1.                           | 17.03.1929                   | Sewilla                      | Portugalia                   |                              | 5:0                          | towarzyski                   |
| 2.                           | 26.04.1931                   | Barcelona                    | Irlandia                     |                              | 1:1                          | towarzyski                   |
| 3.                           | 02.04.1933                   | Vigo                         | Portugalia                   |                              | 3:0                          | towarzyski                   |
| 4.                           | 23.02.1936                   | Barcelona                    | III Rzesza                   |                              | 1:2                          | towarzyski                   |

## Kariera trenerska
Po zakończeniu kariery piłkarskiej, w 1943 został trenerem swojego byłego zespołu, RCD Espanyol. W kolejnych latach pracował m.in. dla Sabadell (1944–1945), Real Betis (1945–1946).  
Od 1948 pracował w zespołach z niższych lig hiszpańskich takich jak Atlético Baleares, Melilla czy Ourense. Od 1963 ponownie objął drużynę RCD Espanyol, którą trenował do 1964. Była to ostatnia drużyna, w której Solé prowadził praktykę szkoleniową. 

## Sukcesy
Espanyol
- Puchar Króla (1): 1928/29
- Mistrzostwa Katalonii (2): 1928/29, 1932/33

Real Murcia
- Mistrzostwo Segunda División (1): 1939/40